# Max Birabén
Maximiliano Pedro León Birabén (Buenos Aires, 1893-La Plata, 1977), más conocido como Max Birabén, fue un zoólogo argentino especializado en arácnidos.

## Biografía
Obtuvo el doctorado en Ciencias Naturales con orientación a Zoología en 1917. Su tesis fue un estudio sobre crustáceos filópodos de agua dulce y contó con la dirección de Miguel Fernández.
Fue profesor de Zoología Especial desde 1930 en el Instituto del Museo de La Plata (Universidad Nacional de La Plata) y en 1933 asumió el cargo de jefe del Departamento de Zoología de Invertebrados. Fue designado director del Museo de Ciencias Naturales Bernardino Rivadavia en 1959. También fue presidente de la Sociedad Ornitológica del Plata y la Sociedad Entomológica Argentina durante varios años. Fundó, junto a su esposa María Isabel Hylton Scott, la revista Neotrópica. Notas Zoológicas Sudamericanas en 1954. Hizo un viaje a Bolivia, a los setenta años, siguiendo la ruta de d'Orbigny. 
La Facultad de Ciencias Naturales y Museo de la UNLP, en la 
división Zoología - Invertebrados, sección Aracnología y Miriapodología, cuenta con colecciones que se crearon con los aportes del doctor Max Birabén y Carlos Bruch en las primeras décadas del siglo XX.

### Viaje a Santa Cruz
Realizó un viaje vía terrestre a la provincia de Santa Cruz junto a su esposa en los meses de febrero y marzo de 1936 con el objetivo de explorar todo el territorio de la provincia y acopiar material de investigación; para ello prepararon un vehículo que les sirviera como habitación y laboratorio: un ómnibus con chasis Chevrolet de 6 metros de largo, 2,10 metros de ancho y 2,60 metros de altura. Partieron desde La Plata a bordo de un buque petrolero que los llevó hasta Comodoro Rivadavia incluyendo a su casa rodante. Después de tres días de navegación llegaron a destino y allí comenzó la travesía por un territorio en el que había mucho por descubrir. Regresaron a fines de marzo al Museo de La Plata con una importante colección de especies faunísticas, otra de especies de plantas (259 ejemplares de 133 especies diferentes), artefactos arqueológicos y varias notas de campo. Los resultados fueron publicados al año siguiente en la Revista del Museo de La Plata, informe que años después fue publicado en cinco ediciones de la revista Argentina Austral.

## Publicaciones
- Sobre algunos Cladóceros de la República Argentina. Tesis de doctorado. 1918.
- Viaje alrededor de Santa Cruz. Revista del Museo de La Plata, 1936.
- Sobre nidos de arañas del género Thomisoides. 1939.
- Redescripción de Lepidurus patagonicus Berg. La Plata, Buenos Aires, Instituto del Museo de la Universidad Nacional de La Plata, 1945.
- Sobre tres nuevas especies de Branchinecta de la Patagonia. Instituto del Museo de la Universidad de la Plata, La Plata, 1946.
- Nueva Mastophora de Tucumán. Acta Zool. Lilloana, 1946.
- Fernandezina, nuevo género de Palpimanidae. Acta Zool. Lilloana, 1951.
- Dos especies nuevas del género Bruchnops Mello-Leitão. Rev. Soc. ent. Argentina, 1951.
- Neoxyphinus. Nuevo género de arañas de la familia Oonopidae. Physis, 1953.
- Selenópidos argentinos. Publicaciones de la Misión de Estudios de Patología Regional Argentina; Jujuy, 1953.
- Nueva especie de Nops. Neotropica, 1954.
- Dos nuevos oonópidos de la Argentina. Neotropica, 1955.
- Dos tomísidos nuevos de Bolivia. Publicaciones de la Misión de Estudios de Patología Regional Argentina; Jujuy, 1955.
- Nuevas Gamasomorphinae de la Argentina: (Araneas, Oonopidas). 1954.
- Germán Burmeister; su vida, su obra. Buenos Aires: Ediciones Culturales Argentinas. Secretaría de Estado de Cultura y Educación, 1968.

## Abreviatura (zoología)
La abreviatura Birabén  se emplea para indicar a Max Birabén como autoridad en la descripción y taxonomía en zoología.